# Diakonieschwester
Diakonieschwestern sind Frauen aller Altersstufen, die ihren Beruf und ihr Leben in christlicher Gemeinschaft auf Jesus Christus ausrichten wollen. Das heutige Berufsbild geht auf den 1894 von dem Theologieprofessor Friedrich Zimmer gegründeten Evangelischen Diakonieverein Berlin-Zehlendorf zurück. Sein Ziel war es, zusätzlich zur Möglichkeit der Arbeit als Diakonisse auch für Frauen, die sich nicht auf lebenslange Ehelosigkeit festlegen wollten, eine Tätigkeit im diakonischen Bereich zu eröffnen. 
Das Erscheinungsbild und die Lebensweise der Diakonieschwestern haben sich in den letzten 120 Jahren einem ständigen Wandel unterzogen und sich den Bedürfnissen der Zeit angepasst. Es gibt ledige, alleinerziehende und verheiratete Schwestern. Seit Mitte der 1990er Jahre ist der Evangelische Diakonieverein nicht nur für Frauen, sondern für alle Menschen geöffnet, die zur Arbeitsgemeinschaft Christlicher Kirchen in Deutschland (ACK) gehören – auch für Männer. Als Erkennungszeichen tragen die Diakonieschwestern und Diakoniebrüder eine Brosche.